# Martin Laciga
Martin Laciga, né le 25 janvier 1975 à Aarberg (canton de Berne) et mort le 22 août 2023, est un joueur suisse de beach-volley. 

## Biographie
Martin Laciga naît le 25 janvier 1975. Il a un frère aîné, Paul Laciga, et une sœur aînée. Leurs parents sont tchécoslovaques et emménagent en 1968 dans le canton de Fribourg, à Chiètres. Leur père, Paul Laciga, vétérinaire, était joueur de volley-ball en Tchécoslovaquie ; leur mère se prénomme Judith. Ils tiennent un hôtel à Adelboden, puis à Grächen. 
Après sa maturité gymnasiale, il suit une formation de marketing en 2011 et 2012 et travaille dans l'hôtellerie avec ses parents à partir de 2013. 
Il est marié et père d'un enfant. Il habite à Chiètres, dans le canton de Fribourg.
Il meurt le 22 août 2023, après des semaines de grave dépression.

## Carrière
Il est professionnel depuis 1995.
Avec son frère Paul Laciga, Martin Laciga est médaillé d'argent aux Championnats du monde de beach-volley en 1999, champion d'Europe en 1998, 1999 et 2000, vice-champion d'Europe en 2001 et 2002 et médaillé de bronze européen en 1997.
Il met fin à sa carrière professionnelle en janvier 2013 en raison de problèmes aux genoux.

## Principaux résultats
Résultats obtenus avec son frère Paul : 
- Champion de Suisse en 1994
- Tournoi de Karlovy Vary en 1996
- Tournoi de Mar del Plata en 1998
- 5e aux Jeux Olympiques en 2000 et 2004
- 3e aux Mondiaux en 2003
- 4e aux Mondiaux en 2002
- Vainqueur du World Tour en Espagne en 2004
- 2e au classement mondial en 2001

Résultats obtenus avec Sascha Heyer : 
- Vainqueur du World Tour en Pologne en 2005